# Tommy Lee
Thomas "Tommy" Lee Bass (Atenas, 3 de octubre de 1962) es un músico griego-estadounidense, reconocido principalmente por ser uno de los fundadores de la banda de glam metal Mötley Crüe. Lee fundó la banda de rap metal Methods of Mayhem y ha liderado otros proyectos musicales en solitario. Está ubicado en el puesto N°85 en la lista de "Los 100 mejores bateristas de la historia" según la revista Rolling Stone.
Grabó su primer álbum con Mötley Crüe en 1981, titulado Too Fast for Love. Luego de grabar algunos exitosos discos durante la década de 1980, abandonó la agrupación tras el lanzamiento del álbum Generation Swine de 1997. Tras su salida, fundó la agrupación Methods of Mayhem y publicó un disco homónimo en 1999. En 2002 lanzó su primer proyecto como músico solista, Never a Dull Moment, seguido de Tommyland: The Ride en 2005. Regresó a Mötley Crüe en 2004 y se mantuvo en la banda hasta su gira de despedida en 2015. Fue coautor del bestseller autobiográfico The Dirt, que relata la carrera de la agrupación y que derivó en la película del mismo nombre que fue proyectada por el servicio de películas en línea Netflix a partir de marzo de 2019.

## Primeros años
Thomas Lee Bass nació el 3 de octubre de 1962 en Atenas (Grecia), en el seno de una familia de clase media-alta. Su padre, David Oliver Bass (soldado del ejército estadounidense) conoció a su madre, Vassiliki Papadimitriou (Miss Grecia en 1957) y le pidió matrimonio el mismo día que la conoció. En 1963 la familia se trasladó a California, Estados Unidos. Recibió su primer tambor cuando cumplió cuatro años, y su primera batería cuando era un adolescente. Tiene una hermana menor, Athena Lee, baterista de su propia banda solista llamada KrunK y exesposa de James Kottak, baterista de la banda de rock alemana Scorpions.
Sus primeros gustos musicales fueron bandas como Led Zeppelin, Van Halen, Cheap Trick, Kiss, AC/DC y The Sweet. Sus principales influencias fueron los bateristas John Bonham, Tommy Aldridge, Alex Van Halen y Terry Bozzio.

## Carrera

### Inicios
A finales de la década de 1970, Lee tocó con una banda llamada Suite 19 en el Sunset Strip de Los Ángeles, logrando cierto reconocimiento y una sólida base de fanáticos locales. Durante esa época conoció al bajista Nikki Sixx. Casualmente, Sixx se encontraba formando una banda y quedó impresionado con el nivel como baterista de Lee. En ese momento el músico cambió su nombre a Tommy Lee y se ganó el apodo de "T-Bone" gracias a su estatura y a su delgado físico. Poco tiempo después, el guitarrista Mick Mars se unió a la banda. Tommy recomendó a un cantante que había conocido en la escuela, Vince Neil, que pronto se unió a la formación. De esta manera se formó la alineación clásica de Mötley Crüe.

### Mötley Crüe

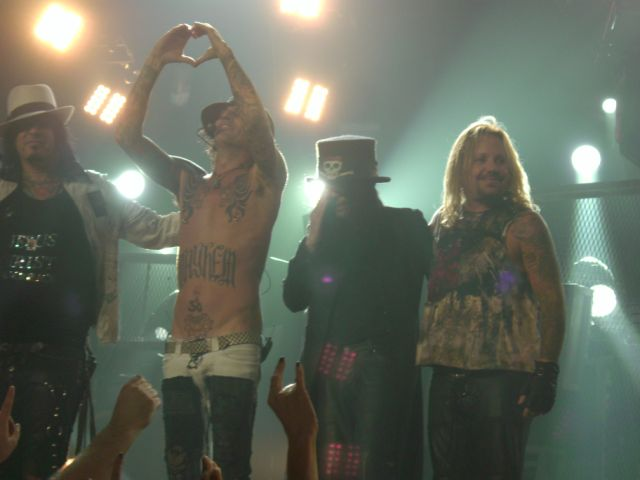
Mötley Crüe de izquierda a derecha: Nikki Sixx, Lee, Mick Mars y Vince Neil.

La banda rápidamente construyó una leal base de fanáticos desde el lanzamiento del álbum Too Fast For Love en 1981, bajo el sello independiente Leathür Records. Elektra Records decidió firmar con la banda y lanzó nuevamente el disco en 1982. Desde ese momento, la banda dominó el mercado, especialmente en los Estados Unidos, con exitosos álbumes como Shout at the Devil (1983), Theatre of Pain (1985), Girls, Girls, Girls (1987) y Dr. Feelgood (1989).
Lee realizaba varios trucos durante sus solos de batería en los conciertos, como hacer que su kit girara y flotara sobre la multitud mientras él continuaba tocando. En el vídeoclip de la canción "Wild Side" de 1987 fue incluida una grabación de esta práctica. También solía enseñar el trasero desnudo a la multitud en la mayoría de los conciertos de la agrupación. La banda era reconocida por su decadente comportamiento dentro y fuera de los escenarios, a veces llegando al exceso en el uso de las drogas y el alcohol. La canción "Kickstart My Heart" hace referencia a un incidente con drogas en el que Nikki Sixx casi pierde la vida.
En 2004 Lee se reunió con los miembros de la alineación original de Mötley Crüe para lanzar el álbum recopilatorio Red, White & Crüe, el cual vino acompañado de una colosal gira de conciertos titulada The Red, White & Crüe Tour 2005: Better Live Than Dead, primera gira de la banda en seis años. La gira fue un suceso comercial, generando cerca de 33 millones de dólares en un total de 81 conciertos. Lee permaneció en la banda hasta su gira de despedida en 2015, participando en la grabación del álbum Saints of Los Angeles en 2008, última producción en estudio de Mötley Crüe.

### Methods of Mayhem y carrera como solista

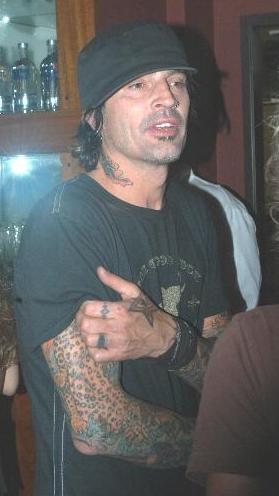
Lee en 2004.

Tommy abandonó Mötley Crüe en 1999, siendo reemplazado por el antiguo baterista de Ozzy Osbourne Randy Castillo. Aprovechando la popularidad del rap metal, Lee formó una banda llamada Methods of Mayhem. Lanzaron un disco el mismo año y salieron de gira. Aunque se distanció de Mötley Crüe tras su salida, aceptó colaborar en el libro autobiográfico de 2001 The Dirt: Confessions of the World's Most Notorious Rock Band. En adición a su trabajo con Mötley Crüe y Methods of Mayhem, Lee apareció como músico invitado en discos de Stuart Hamm, Nine Inch Nails y Rob Zombie. Contribuyó con una canción, "Planet Boom", para la banda sonora de la película de 1996 Barb Wire y produjo un álbum para un proyecto llamado The Electric Love Hogs, conformado por John Feldmann y Simon Williams.
Lee dejó de trabajar con su compañero en Methods of Mayhem, el rapero TiLo y empezó a grabar material con músicos de la banda Incubus. Esta colaboración se convirtió en el primer álbum como solista del músico. Never a Dull Moment, publicado en 2002, cuenta con un sonido influenciado por el rap metal y la música electrónica. En agosto de 2002, Tommy Lee y su banda formaron parte del escenario principal del festival Ozzfest. En 2006 formó una nueva banda llamada Rock Star Supernova con Jason Newsted (Voivod, ex-Metallica) y Gilby Clarke (ex-Guns N' Roses) en el marco de un programa de telerrealidad del mismo nombre, donde se escogería al cantante de la banda a través de un concurso. El vocalista seleccionado fue Lukas Rossi, con quien la agrupación grabó un álbum de estudio homónimo el 21 de noviembre de 2006.
Lee publicó su autobiografía, Tommyland y su segundo álbum en solitario, Tommyland: The Ride en 2005. Fueron publicados tres sencillos, "Tryin to be Me", "Good Times" y "Hello, Again".

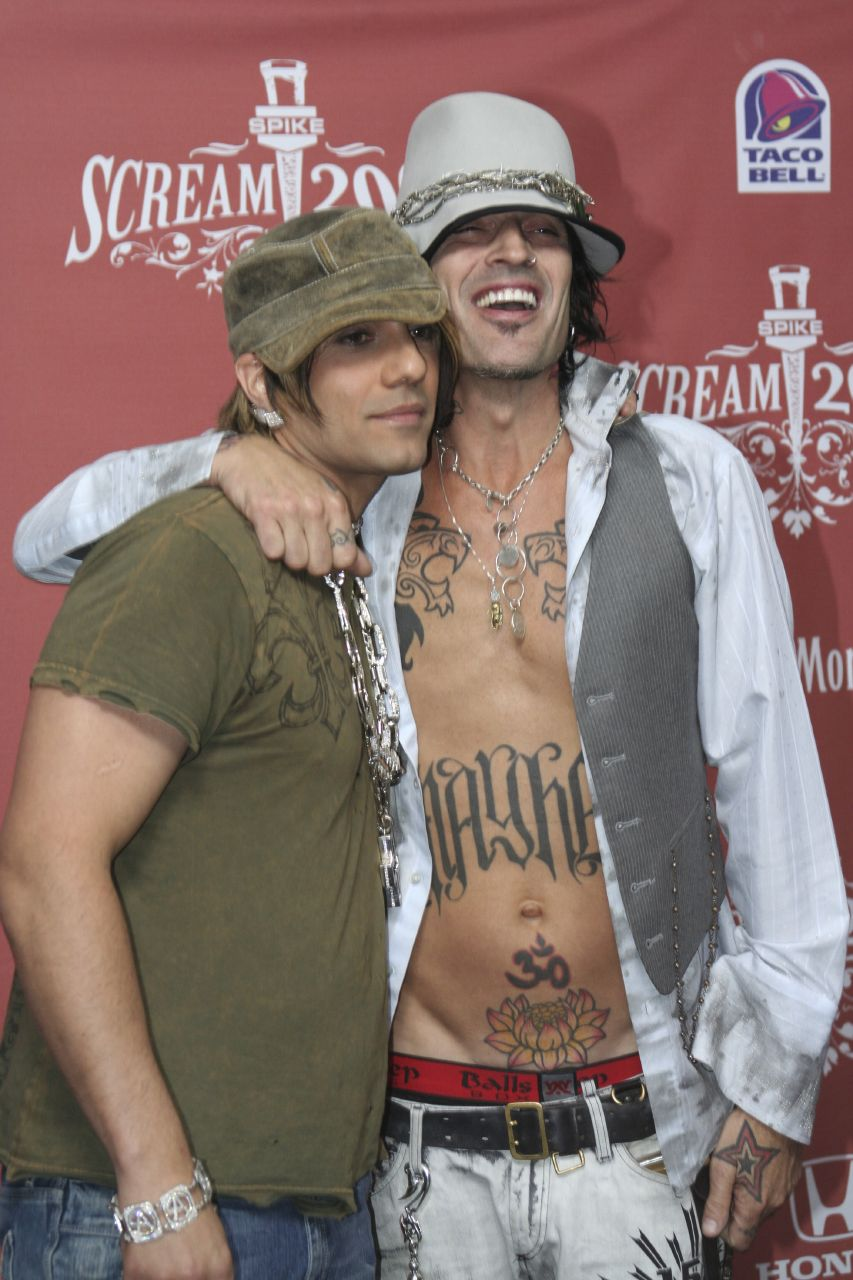
Lee (derecha) con el ilusionista Criss Angel en 2007.

En noviembre de 2007 Nikki Sixx anunció que Tommy Lee ya no era un miembro oficial de Mötley Crüe. Lee supuestamente renunció luego de que el resto de la banda demandó a su mánager, Carl Stubner, por forzar a Tommy a participar en reality shows de televisión, forzando así la cancelación de una larga gira de conciertos de Crüe en 2006. Vince Neil refutó las afirmaciones de que Tommy Lee renunció a la banda y afirmó que iría al estudio en enero para comenzar a grabar su nuevo álbum de estudio. Al final, Tommy Lee participó en la grabación del nuevo álbum, Saints of Los Angeles, y salió de gira con la banda en soporte del disco.
Los proyectos musicales actuales de Tommy Lee incluyen realizar giras como DJ de música electrónica junto a su compañero Chester Deitz. Al dúo se le conoce como Electro Mayhem. También tocó el teclado con la banda Deftones en un espectáculo de beneficio para el difunto bajista Chi Cheng en 2009. En una entrevista llevada a cabo durante el Festival Download de 2009, Lee confirmó que se encontraba trabajando en nuevo material para su tercer álbum como solista. El 27 de julio de 2010 Tommy tocó la batería para Ludacris en la ceremonia de los BET Awards.
En 2014, Tommy Lee tocó la batería para los Smashing Pumpkins en su álbum Monuments to an Elegy. El mismo año se reunió con sus compañeros de Mötley Crüe para embarcarse en la gira de despedida de la banda.

### Otros proyectos
En la primavera del 2008, Lee empezó a filmar un reality show con el rapero Ludacris para Planet Green (un programa de Discovery Channel favorable con el medio ambiente) llamado Battleground Earth. El show se enfocaba en retos medioambientales entre Lee y Ludacris para incrementar su conocimiento por el medio ambiente y su conservación.

## Vida personal

### Relaciones

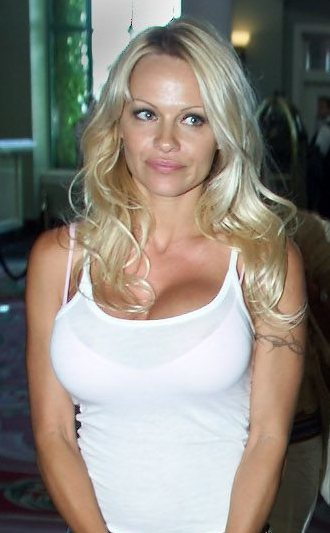
La actriz y modelo Pamela Anderson, tercera esposa de Tommy Lee.

Su primera esposa fue la modelo Elaine Margaret Starchuk. Se casaron el 24 de noviembre de 1984 y se divorciaron un año después. Su segundo matrimonio fue con la actriz Heather Locklear en 1986. Tommy quería que tuvieran hijos, pero ella siempre se negó respaldándose en excusas respecto a su trabajo y diciendo que no quería tener hijos en una relación tan temprana. Tras su divorcio en 1993, Lee anunció que estaba realmente molesto con Heather pues ésta se había quedado embarazada nada más empezar a salir con otro hombre. Tommy siempre pensó que Heather no quería tener hijos con alguien como él y eso le molestaba profundamente.
Su tercer y último matrimonio fue con la actriz y modelo Pamela Anderson en 1995, tan sólo 96 horas después de haberla conocido. Con ella tuvo dos hijos, Brandon (nacido el 5 de junio de 1996) y Dylan (nacido el 29 de diciembre de 1997). Aunque la pareja se divorció en 1998, unos meses después de que Tommy saliera de prisión, la pareja volvió, pero en 2001 se separaron de nuevo. En 2008 se reconciliaron y volvieron a romper.
Lee y Anderson grabaron un vídeo casero teniendo relaciones sexuales mientras se encontraban de vacaciones. El vídeo fue robado en 1995 y publicado en Internet, convirtiéndose en un ejemplo temprano de pornografía viral. En el libro The Dirt, Lee afirma que un sujeto llamado Rand Gauthier robó la cinta, que se encontraba en su casa. Anderson demandó a la compañía que distribuyó el vídeo, Internet Entertainment Group. En última instancia, la pareja celebró un acuerdo de solución confidencial con IEG. A partir de entonces, la compañía comenzó a hacer que la cinta estuviera disponible nuevamente para los suscriptores de sus sitios web, lo que dio como resultado el triple del tráfico normal en el sitio.

### Controversia
En 1998 Lee pasó seis meses en la cárcel tras declararse no culpable de golpear a Pamela Anderson mientras sostenía a su hijo Dylan. Durante el altercado, Lee agredió a su esposa, dejándola con moretones y una lesión en las uñas.
Lee se enfrentó a una demanda en 1998 cuando supuestamente expuso un tatuaje de una esvástica que tenía en su brazo derecho. En octubre de 1999 el músico fue arrestado en Carolina del Norte después de instigar un disturbio durante un concierto de 1997 en el Coliseo de Greensboro. El bajista de Mötley Crüe Nikki Sixx presuntamente hizo comentarios racistas a un guardia de seguridad negro, sugiriendo que la multitud lo atacara. Se dice que Sixx y Lee vertieron cerveza sobre la cabeza del guardia.
El 16 de junio de 2001, Daniel Karven-Veres, de cuatro años, se ahogó en la piscina de Lee mientras asistía a una fiesta de cumpleaños para el hijo de Lee, Brandon, de 5 años. Sus padres, James Veres y Ursula Karven, demandaron a Lee por negligencia. El músico fue absuelto por un jurado en abril de 2003. En septiembre de 2007, Lee fue expulsado de la ceremonia de los MTV Video Music Awards después de participar en una pelea con Kid Rock. Rock fue citado por asalto a Lee y se declaró culpable.

## Bandas
- Mötley Crüe (1981-1999, 2004-2015).
- Methods of Mayhem (1999-2000).
- Tommy Lee (2002-2005).
- Rock Star Supernova (2006-2008).
- Electro Mayhem (Tommy Lee & DJ Aero, 2000-presente).

## Discografía

### Mötley Crüe
- Too Fast for Love (1981)
- Shout at the Devil (1983)
- Theatre of Pain (1985)
- Girls, Girls, Girls (1987)
- Dr. Feelgood (1989)
- Decade of Decadence (1991)
- Mötley Crüe (1994)
- Generation Swine (1997)
- Saints of Los Angeles (2008)

### Methods of Mayhem
- Methods of Mayhem (1999)
- A Public Disservice Announcement (2010)

### Tommy Lee
- Never a Dull Moment (2002)
- Tommyland: The Ride (2005)
- Andro (2020)

### Jack's Mannequin
- Everything in Transit (2005)
- The Glass Passenger (2008)

### Rock Star Supernova
- Rock Star Supernova (2006)